# Vecinos
Vecinos település Spanyolországban, Salamanca tartományban. Vecinos Matilla de los Caños del Río, San Pedro de Rozados, Las Veguillas, Narros de Matalayegua, Carrascal del Obispo és Villalba de los Llanos községekkel határos. Lakosainak száma 219 fő (2024).

## Népesség
A település népessége az elmúlt években az alábbi módon változott:
| Lakosok száma | 312  | 308  | 316  | 325  | 293  | 281  | 261  | 253  | 237  | 219  |
|               | 2001 | 2004 | 2007 | 2009 | 2012 | 2014 | 2017 | 2019 | 2022 | 2024 |